# پرچم ماداگاسکار
پرچم ماداگاسکار در ۱۴ اکتبر ۱۹۵۸ به رسمیت شناخته شد. این پرچم از سه رنگ سفید، قرمز، و سبز تشکیل شده است. رنگ‌های سفید و قرمز نشان سلطنت مرینا هستند. رنگ سبز نماد مردم روستایی می‌باشد که برای استقلال ماداگاسکار از فرانسه نقش مهمی ایفا کردند.